# أحمد بن محيي الدين الجزائري
الشريف أحمد بن محيي الدين بن مصطفى الحسني الغريسي الجزائري (ديسمبر 1833 - 23 يوليو 1902) (1249 - 17 ربيع الآخر 1320) فقيه مالكي ومتصوف قادري جزائري من أهل القرن التاسع عشر الميلادي/ الثالث عشر الهجري عاش معظم حياته في المشرق في سوريا العثمانية. ولد في القيطنة من ضواحي وهران بالجزائر  وهو أصغر إخوة الأمير عبد القادر الجزائري. نشأ وتعلم بها وحفظ القرآن. ثم انتقل إلى دمشق سنة 1856 فأخذ عن علماءها، ثم أقرأ في داره وفي جامع العنابة. اشتغل بالفقه والتدريس والكتابة وقد ألف سيرة لأخيه. مال إلى التصوف وسلك الطريقة القادرية. توفي بدمشق ودفن في مقبرة الباب الصغير.

## نسبه وأسلافه
هو أحمد بن محيي الدين بن مصطفى الحسني الغريسي، أصغر إخوة الأمير عبد القادر. والده هو محي الدين، شيخ الطريقة الصوفية القادرية وأمه الزهرة بنت الشيخ سيدي بودومة شيخ زاوية حمام بوحجر . فهو - نقلًا عن نسب أخيه - أحمد بن محي الدين بن مصطفى بن محمد بن المختار بن عبد القاضي بن أحمد بن محمد بن عبد القوي بن علي بن أحمد بن عبد القوي بن خالد بن يوسف بن بشار بن محمد بن مسعود بن طاوس بن يعقوب بن عبد القوي بن أحمد بن محمد بن إدريس بن عبد الله بن الحسن المثنى بن الحسن بن علي بن أبي طالب.

## تعليمه
ولد في شهر شعبان سنة 1249/ ديسمبر 1833 في القيطنة من ضواحي وهران من إيالة الجزائر. تربى في حجر أخيه محمد السعيد لوفاة والده قبل فطامه، فحفظ القرآن. ثم اشتغل بطلب العلم فقرأ على أخية وعلى السيد المرتضى، وحضر في علم الكلام على الأمير عبد القادر، وفي الفقه على محمد بن عبد الله الخالدي.

وضع من إخوته تحت الإقامة الجبرية بعنابة نحوًا من خمس سنين. وفي سنة 1273 هـ/ 1856 م التحقوا بالأمير عبد القادر في دمشق عاصمة ولاية سوريا، وهناك واصل تحصيله، فلازم دروس محمد الطنطاوي في النحو والكلام والمنطق سنين عديدة، كما قرأ النحو على مصطفى بن التهامي إمام المالكية بالجامع الأموي وهو ابن ابن عمته، وحضر دروس يوسف المغربي في التجويد بدار الحديث الأشرفية، وسمع على أخيه عبد القادر صحيحي البخاري ومسلم بنفس الدار، كما حضر دروسه في المواقف الشهيرة وفي الفتوحات المكلية بداره. مال إلى التصوف وتلقى ذكر الطريقة القادرية من محمد علي الكيلاني ومن أخيه عبد القادر.

## مهنته
اشتهر بعمله وفضله، ودرّس ببيته علومًا عديدة، وكذلك درسًا عامًا بين العشائين بجامع العناية في باب سريجة أحد أحياء دمشق القديمة.

يصف بأنه كان محافظًا على أوقاته، قسمها على الذكر والتلاوة والمطالعة والتأليف وزيارة الإخوان. وكان يعقد مجالس الذكر ليلتي الإثنين والجمعة بدارُهُ، وكان شديد المحافظة على الصلاة الجماعة أول الوقت، وعلى قيام الليل. وكان مجللًا عند الخاصة والعامة.

كان مصنّفًا، وله كتابات في مسائل فقهية، ورسائل صوفية، وقد جمع تاريخًا في سيرة أخيه عبد القادر. له «الجني المستطاب» وهي رسالة في السماع، وقد شرح على الأبيات التي أولها: «فأثبت في مستنقع الماء رجله». وله رسالة على قول الإمام علي: «العلم نقطة كثرها الجاهلون». 

ذكره عبد الرزاق البيطار في «حلية البشر في تاريخ القرن الثالث عشر» ومدحه «همام تردد من شبيبته بين دراسة معارف وإفاضة عوارف، وإمام تروى من أيام تربيته بلطائف الطرائف وطرائف اللطائف، وكلف بالعلوم من صغره حتى صارت منهج لسانه، واعترف له المنطوق والمفهوم بأنه روضة بيانه، من أسرة أصلها ثابت وفرعها في السماء، ذات حسب ونسب وفضل وارتقاء، مع لسن وفصاحة وكرم نفس وسماحة، ونظم يزري بالدر النظيم، ونثر تسمو رقته على رقة النسيم، وإنشاءات أحلى من المن وأعذب، ومحاضرات أولى من صباح الصباح وأطرب..» 

## وفاته
توفي أحمد الجزائري صباح الأربعاء يوم 17 ربيع الثاني 1320/ 23 يوليو 1902 بدمشق بولاية سوريا، وصلى عليه بالجامع الأموي في مشهد حافل، ودفن في الباب الصغير قريبًا من تربة بلال الحبشي.

## مؤلفاته
من مؤلفاته:
- «رسالة الجنى المستطاب»، وهي في الرد على من أدعى أن السماع يحرك القلب لرب الأرباب
- «رسالة نثر الدر وبسطه في بيان كون العلم نقطة»
- «نخبة ما تسر به النواظر وأبهج ما يسطر في الدفاتر في بيان سبب تولية الأمير عبد القادر في إقليم الجزائر»: تاريخ في سيرة أخيه الأمير عبد القادر